# 在凡尔赛接待大孔代
《在凡尔赛接待大孔代》（法語：Réception du Grand Condé à Versailles）又名《路易十四接待大孔代》 (Réception du Grand Condé par Louis XIV)）是法国艺术家让-莱昂·热罗姆的一幅油画，创作于1878年，描绘在1674年，路易十四在凡尔赛宫的大使楼梯（Escalier des Ambassadeurs）下面接待路易二世·德·波旁-孔代。
热罗姆继另一幅画《奥古斯都的世纪：耶稣基督诞生》（Siècle d'Auguste : naissance de N. S. Jésus Christ，在1855年世界博覽會展出）起，就开始选择关注“小”历史。在这幅画中，他通过亲王对国王迟来的忠诚，强调了权力的喜剧。重建的品味和画家的精确性，体现在奢华的宫廷服装，以及复制一个多世纪前被摧毁的凡尔赛宏伟的大使楼梯。。

## 历史
这幅画于2004年由奥赛博物馆收购。2014年，这幅画曾被借给里昂美术馆展出。